# 모테기 슌스케
모테기 슌스케(일본어: 茂木 駿佑, 1996년 10월 2일 ~ )는 일본의 축구 선수이다.

## 구단 경력
그는 2015년부터 J리그의 베갈타 센다이, 츠바이겐 가나자와, 미토 홀리호크, FC 류큐, 에히메 FC에서 뛰었다.